# Ian Hudghton
Ian Hudghton, né le 19 septembre 1951 à Forfar, est un homme politique britannique, membre du Parti national écossais (SNP), dont il est président, un poste honorifique, depuis 2005.

## Biographie
Il est élu dans la circonscription de l'Écosse pour la première fois le 30 novembre 1998 lors d'une élection européenne provoquée par la mort du député élu en 1994, Allan Macartney. Il est réélu en 1999, 2004, en 2009 et en 2014.
Il siège d'abord au sein de l'Alliance radicale européenne, avant la création en 1999, du groupe des Verts/Alliance libre européenne, dont il est vice-président de 2005 à 2009. 
Il est membre commission de la pêche à partir de 1999 et de la délégation pour les relations avec le Japon à partir de 2014.
Il ne se représente pas en 2019.